# Franciszek Adamski (quân nhân)
Franciszek Adamski (sinh ngày 2 tháng 4 năm 1901 tại Konary, mất ngày 13 hoặc 14 tháng 4 năm 1940 tại Katyn) là một trung úy bộ binh của Quân đội Ba Lan, là một nạn nhân của vụ thảm sát Katyn.

## Tiểu sử
Ông sinh ngày 2 tháng 4 năm 1901 tại Konary, gần Góra Kalwaria, thuộc huyện Grójec, tỉnh Warszawa, trong gia đình Feliks và Justyna, nhũ danh Wiśniewski.
Trong hàng ngũ của Trung đoàn súng trường Pomeranian số 4, ông đã chiến đấu trong Chiến tranh Nga-Ba Lan (1919-1921). Năm 1923, ông hoàn thành việc học tập tại Trường Thể dục dụng cụ và Thể thao Quân sự Trung ương ở Poznań. Trong những năm 1926-1929, với cấp bậc trung sĩ, ông phục vụ tại Trường Thiếu sinh quân Bộ binh ở Ostrów Mazowiecka với tư cách là một giảng viên giáo dục thể chất, bộ môn đấu kiếm. Trong những năm 1930-1933, ông là học sinh của Trường Thiếu sinh quân cho Hạ sĩ quan ở Bydgoszcz. Vào ngày 5 tháng 8 năm 1933, Tổng thống Cộng hòa Ba Lan, Ignacy Mościcki, đã bổ nhiệm ông làm podporuchik, và Bộ trưởng Bộ Quân sự đã bổ nhiệm ông vào Trung đoàn Bộ binh Quân đoàn 3 ở Jarosław. Năm 1937, ông được cử vào ban chỉ huy trung đoàn của Quân đoàn Bảo vệ Biên giới "Vilnius" với tư cách là phụ tá thứ nhì (vào ngày 15 tháng 5 năm 1939, ban chỉ huy của trung đoàn đã bị giải tán).
Trong thời gian bị giam cầm ở Liên Xô, kể từ tháng 4 năm 1940, ông là tù nhân chiến tranh trong trại Kozelsk. Ông bị sát hại vào ngày 13 hoặc 14 tháng 4 năm 1940 bởi NKVD trong rừng Katyn [6]. Hài cốt của ông được tìm thấy trong cuộc khai quật do người Đức thực hiện vào năm 1943, mục ghi trong nhật ký khai quật ghi ngày 8 tháng 5 năm 1943, mã số 1459. Bên cạnh hài cốt, một lá thư gửi cho Adam Franciszek, Kozielsk, giấy chứng nhận tiêm phòng số 1651, một huy chương có dây đeo cũng được tìm thấy.

## Huân chương và huy chương
- Thập tự Dũng cảm[1]
- Huân chương Thập tự Công trạng Bạc[5]
- Thập tự Chiến dịch tháng Chín - truy tặng ngày 1 tháng 1 năm 1986